# Fiat X1/9
Fiat X1/9 är en sportbil, tillverkad av den italienska biltillverkaren Fiat mellan 1972 och 1984. Därefter tillverkades den av Bertone som Bertone X1/9 fram till 1989.

## Historik
Bertone byggde en futuristisk prototyp till Autobianchi 1969. Den blev sedan basen till Fiats ersättare till 850 Spider. Bertone byggde färdiga karosser med inredning, som sändes till Fiat för slutmontering. Enligt rådande mode hade X1/9:an mittmotor och en kraftig targabåge skyddade passagerarna vid en olycka. Det mesta av mekaniken hämtades från Fiat 128, men motor och växellåda placerades mellan sittbrunnen och bakaxeln. Bilen hade individuell hjulupphängning med MacPherson fjäderben och skivbromsar runt om.
1979 uppdaterades bilen med bland annat större motor och femväxlad växellåda från Fiat Ritmo. 1984 flyttades hela tillverkningen till Bertone. Fiat-namnet försvann och bilen såldes som Bertone X1/9 fram till 1989.
X1/9:an användes även flitigt inom racing och rally och specialvarianter kom att byggas av bland andra Dallara och Abarth.

## Motorer
| Modell | Årsmodell | Motor               | Cylindervolym | Effekt | Bränslesystem   |
| ------ | --------- | ------------------- | ------------- | ------ | --------------- |
| 1300   | 1972-78   | 4-cyl radmotor SOHC | 1290 cm³      | 75 hk  | Enkel förgasare |
| 1500   | 1979-89   | 4-cyl radmotor SOHC | 1498 cm³      | 85 hk  | Enkel förgasare |